# Pterostylis tenuissima
Pterostylis tenuissima är en orkidéart som beskrevs av William Henry Nicholls. Pterostylis tenuissima ingår i släktet Pterostylis och familjen orkidéer. Inga underarter finns listade i Catalogue of Life.